# Dicrogamasus
Dicrogamasus es un género de ácaros perteneciente a la familia Parasitidae.

## Especies
- Dicrogamasus imus (Tikhomirov, 1971)
- Dicrogamasus propinquus (Tikhomirov, 1971)
- Dicrogamasus theodori (Costa, 1961)